# شهرک کوثر
شهرک کوثر، روستایی از توابع بخش سردشت شهرستان دزفول در استان خوزستان ایران است.

## جمعیت
این روستا در دهستان ماهوربرنجی قرار دارد و براساس سرشماری مرکز آمار ایران در سال ۱۳۸۵، جمعیت آن ۱٬۵۰۶ نفر (۲۸۳خانوار) بوده‌است.